# Еколошка истина
Еколошка истина је традиционални научно стручни скуп који се у протекле три деценијe одржавао у Бору и другим градовима Тимочке крајине и Србије и који се временом преображавао у еколошки покрет Тимочке Крајине и постао озбиљан иницијатор еколошких и здравствено просветних активности на стручном, научном, политичком и друштвеном плану. Научно стручни скуп Eколошка истина, у почетку је био познат под именом Наша еколошка истина, имао је за циљ да окупи стручњаке из области екологије, заштите животне средине и јавног здравља као и других сродних области, који на једном месту представљају резултате својих истраживања, учествују у дискусијама, сусретну старе познанике као и да стекну нова познанства. Такође, да пружи прилику и подстакне научни подмладак да се бави овим областима у сусрету са бројним научним радницима и стручњацима из земље и иностранства. Истовремено су саставни део овог скупа били и Дани превентивне медицине Тимочке Крајине а обрађиване су и теме из области здравственог и еколошког васпитања.

## Историја
Први стручни симпозијум Наша еколошка истина је одржана 1993. године поводом 5. јуна Светског дана заштите животне средине у Зајечару. Иницијатори су били Раде Којдић - Чича, директор Института за бакар Бор, Др Петар Пауновић, директор Завода за заштиту здравља Тимок Зајечар, Топлица Марјановић, инжењер заштите животне средине из Бора. Један од познатих организатора Еколошке истине је био и Др Стеван Станковић, професор Географског факултета.  Наредних година је редовно одржавана конференција, изузев 2021. године када није била одржана због ограничења изазваних епидемијом ковид 19. Сваке године је мењано место одржавања, а ширио се и круг тематских области и увећавао се број учесника и организатора. Главни организатор овог скупа је најчешће био Универзитет у Београду – Технички факултет у Бору уз помоћ суорганизатора: Друштва младих истраживача Бор и Завода за јавно здравље Зајечар, које је стални суорганизатори свих досадашњих скупова, Института за рударство и металургију Бор, Рударско топионичарског басена Бор и других научних и стручних инстуитуција из Србије и околних земаља.
У почетку је овај скуп организован као национални, затим национални са међународним учешћем. Од 2010. године, се организује као међународни, а због растућег интереса страних учесника скуп се од 2014. године одржава као Међународна Конференција, да би се од 2018. године организовао под именом Еколошка истина и еколошка истраживања - ЕкоТЕР под покровитељством Министарства просвете, науке и технолошког развоја Републике Србије. Коорганизатори су технолошки, технички односно металуршки факултети из Бања Луке (Босна и Херцеговина-Република Српска), Подгорице (Црна Гора), Сиска (Хрватска), Косовске Митровице и Бора, а учествују аутори из више страних земаља. Повремено, конференцију прате и изложбе фотографија и други пригодни догађаји.
Велики број научних и стручних радова објављених и доступних јавности у протеклих 30 година допринео је да се теме из области рударства, металургије, технологије и очувања природе и људског здравља стално налазе у фокусу домаће и иностране јавности.
Навршава се 30 година трајања овог научног скупа 2023. године, који ће се одржати од 20 до 23. јуна у Бору.

## Галерија
- Зборници радова Еколошке истине
- Први зборник радова објављен у Развитку
- 26. Зборник радова еколошке истине
- 29.  Зборник радова еколошке истине

## Спољњи извори
- https://www.timocke.rs/ekoloska-istina-77-radova-iz-13-zemalja/
- Тимочки медицински гласник
- https://banskidvor.org/projekcija-4-medjunarodne-izlozbe-fotografija-ekoloska-istina-2016/